# Julio César Domínguez
Julio César Domínguez Juárez (Arriaga, 8 de noviembre de 1987) es un futbolista mexicano que se desempeña como defensa central o lateral en el Club Atlético de San Luis de la Primera División de México.
Es el jugador con más partidos disputados con Cruz Azul con 655 apariciones y ha formado parte de los planteles que conquistaron una Liga, dos Copas, una Supercopa, un Campeón de Campeones, una Supercopa de la Liga y, en el plano internacional, una Liga de Campeones. Asimismo, es el jugador con más subtítulos en la historia de la institución, con un total de 5 Ligas y 2 Ligas de Campeones perdidas.
Pese a los éxitos colectivos, Domínguez se ha visto envuelto en numerosas polémicas por su cuestionable desempeño en partidos de gran convocatoria, entre los que se destacan la final del clausura 2013, las remontadas y triunfos de América y Universidad Nacional sobre Cruz Azul en el apertura 2016 y en las semifinales del Guard1anes 2020 respectivamente; y en la goleada 7–0 ante el América, la más grande derrota en la historia del club. Con esto, se hizo evidente la existencia de una enemistad suya con parte de la afición durante sus últimos años con el conjunto de La Noria.

## Carrera deportiva
En 2003, con 15 años de edad, se integra a las fuerzas básicas del Cruz Azul, donde enseguida mostró cualidades defensivas. El entrenador Isaac Mizrahi, impresionado por su desempeño en el filial de Cruz Azul, lo hizo debutar a con 18 años el 29 de abril de 2006 en un partido en casa contra Pachuca que resultó en triunfo 3-2 para Cruz Azul. Anota su primer gol el 14 de noviembre de 2007 en la reclasificación para la liguilla ante el Pachuca, que terminaría con 6 a 0 global.
En los años siguientes sería subcampeón de liga con el equipo en el clausura 2008 ante Santos Laguna y más tarde ante Toluca, donde anotaría un gol en la final, en el torneo de apertura. En el año y medio siguiente, a esos subtítulos se añadieron el apertura 2009, donde, de último minuto, el Monterrey les quitaba el título; y a nivel internacional, las ediciones 2008-09 y 2009-10 de la Liga de Campeones, donde en la primera de ellas, nuevamente de último minuto, se quedaban sin el título de la zona.
Con la llegada del colombiano Luis Amaranto Perea al equipo en 2012, Domínguez se vio muy bien respaldado en la defensa, llegando a ser en su momento el equipo con menos goles recibidos del apertura 2012. Tras una temporada de altibajos a inicios del 2013, el equipo obtuvo un envión anímico al ganar el campeonato de copa del clausura 2013 ante el Atlante, que significó el primer título del equipo en 16 años. Con ese impulso, el Cruz Azul cerró el torneo de liga con 5 victorias consecutivas y anotando 15 goles. Alcanzaban a la final ante el América, donde luego de llevar ventaja 1 a 0 en la ida y empezar ganando en la vuelta, en los minutos finales del encuentro el equipo se vino abajo y, sobre el tiempo agregado, Domínguez perdía la marca en un tiro de esquina y un cabezazo del arquero contrario era desviado por Alejandro Castro, lo que significaba el 2 a 2 en el marcador global y el partido se iba a tiempos extra. Al final el equipo terminaría perdiendo el título nuevamente en los penales, con lo que Domínguez se convertía en el jugador con más subcampeonatos en la historia de la institución con 6 finales perdidas.
A mediados del 2018, comenzó una reestructuración en el equipo que traía una fuerte inversión en contrataciones, destacando entre ellas a Pablo César Aguilar, quien se convirtió en la nueva pareja defensiva de Julio César. Los resultados no se hicieron esperar y meses más tarde obtenían nuevamente el  torneo de copa en el apertura 2018, su segundo de la década. En tanto, finalizaron el torneo de liga en la posición de honor, alcanzando la final por el título, perdiendo nuevamente ante el América por 2 a 0 en el marcador global. 
Finalmente, en el clausura 2021 el equipo llegaría a la liguilla como líder general, mejor defensiva, mejor ofensiva, 12 victorias consecutivas y la mayor cantidad de puntos realizados en torneos cortos. Venciendo al Toluca y Pachuca en cuartos y semifinales respectivamente, llegaban a una nueva final contra el Santos Laguna. Después de ganar por la mínima en el TSM y empatar 1-1 en el Estadio Azteca, el Cruz Azul se consagró campeón de liga después de 23 años desde 1997. Sin embargo, los torneos siguientes no conseguiría destacar y, tras la salida de Pablo Aguilar a mediados de 2022, la defensa se vio absolutamente mermada para el apertura 2022, situación que terminó propiciando la derrota 7 a 0 ante el América, la mayor goleada recibida por el equipo en la época profesional. Tras la derrota, con una notable baja de juego, un vestidor roto con el capitán Jesús Corona de acuerdo a la prensa, su alto salario comparado con el de sus compañeros, y una evidente desconexión con la afición, se buscó darle salida a Domínguez en el mercado de transferencias a finales de 2022, sin embargo ningún equipo estuvo interesado en sus servicios.
Luego de realizar una polémica fiesta con temática de  narcotráfico en enero de 2023, nuevamente se especuló su salida de la institución, pero el Cruz Azul únicamente realizó una sanción interna, que finalmente no se completó y Domínguez siguió con el primer equipo. Al término el torneo, se anunció que el Cruz Azul le ofrecería a Domínguez una renovación de contrato por un año más, a petición del técnico Ricardo Ferretti, con una considerable baja de sueldo. Finalmente el 27 de mayo de 2023, tras varias semanas de negociación con el jugador y su representante, por medio de un comunicado oficial el club informó la salida de Domínguez de la institución tras no llegar a un acuerdo salarial ni de bonos.
El 14 de junio de 2023 fue presentado como refuerzo de Atlético de San Luis. En su primera temporada alcanzaban las semifinales del torneo, donde caerían 5-0 ante el América en el partido de ida. En el juego de vuelta, Julio César estaría en el banquillo y el Atlético ganó 2-0, quedando la serie 5-2 en el marcador global.

## Selección nacional

### Categorías menores
En julio de 2007 fue convocado por Jesús Ramírez para disputar la Copa Mundial Sub-20 en Canadá, quedando eliminados en cuartos de final ante Argentina.

### Selección absoluta
Domínguez debutó con la selección absoluta el 22 de agosto de 2007 en un amistoso contra Colombia bajo el mando de Hugo Sánchez. Después de una ausencia de cinco años de la selección nacional, el DT en turno Miguel Herrera, lo convocó para los amistosos contra las selecciones de fútbol de Honduras y Panamá en 2014. Luego volvería a ser convocado contra Holanda y Bielorrusia. Fue convocado por Miguel Herrera para la Copa América 2015, jugando los 3 partidos contra Ecuador, Chile y Bolivia.
Domínguez fue convocado nuevamente en 2018 durante el interinato de Ricardo Ferretti en la selección, pero no vio tiempo de juego.
Sería nuevamente convocado por Gerardo Martino durante la clasificatoria mundialista de Catar 2022.

### Participaciones en fases finales
| Competición              | Categoría | Sede     | Resultado        | Partidos |
| ------------------------ | --------- | -------- | ---------------- | -------- |
| Mundial 2007             | Sub-20    | Canadá   | Cuartos de final | 5        |
| Copa América 2015        | Absoluta  | Chile    | Primera fase     | 3        |
| Liga de Naciones 2022-23 | Absoluta  | Concacaf | Tercer lugar     | 1        |

## Estadísticas

### Clubes
| Club              | País          | Años            | Partidos | Goles | Asistencias |
| ----------------- | ------------- | --------------- | -------- | ----- | ----------- |
| Cruz Azul         | México        | 2006 - 2023     | 655      | 17    | 14          |
| Atlético San Luis | México        | 2023 - presente | 67       | 2     | 2           |
| Total carrera     | Total carrera | Total carrera   | 722      | 19    | 16          |

### Selección
| Año   | Partidos |
| ----- | -------- |
| 2007  | 3        |
| 2009  | 2        |
| 2014  | 3        |
| 2015  | 8        |
| 2018  | 2        |
| 2021  | 4        |
| 2022  | 2        |
| Total | 24       |

## Polémicas y controversias
El 26 de mayo de 2013 el Cruz Azul disputaba el juego de vuelta de la final del torneo clausura ante el América. Sobre el tramo final del encuentro, Domínguez dejó pasar un cabezazo de Aquivaldo Mosquera, que significaba el 2 a 1 global y, cuatro minutos después, perdía la marca del guardameta Moisés Muñoz, quien tras un remate desviado empataba el marcador. Terminaron perdiendo el título en los penales.
Con la salida del defensor colombiano Perea a finales de 2014, el equipo pasó por un periodo de malos resultados, en el que se hicieron evidentes varios errores defensivos de Julio César, mismos que llegaron al punto de inflexión luego de ser derrotados 3 a 4 ante el América en el Apertura 2016, cuando llevaban tres goles de ventaja al medio tiempo, lo que terminó por cimentar su enemistad con la afición del equipo, que se ha hecho evidente como trending topic en Twitter en diversas ocasiones.
El 16 de enero de 2019 la Fiscalía General del Estado de Chiapas anunció la detención de su suegro Apolinar Castillejos (padre de su esposa Priscilla) como el presunto homicida de Sinar Corzo Esquinca, activista de la localidad de Arriaga, Chiapas. Unas semanas después, el 24 de febrero, el chofer del futbolista José Benjamín «N», alias El Mincho, fue detenido por elementos de la Fiscalía por delitos de privación ilegal de la libertad y delincuencia organizada, formando parte de los 20 Objetivos Prioritarios de Alto Impacto de la Fiscalía General del Estado desde el 2005. Por su parte, el jugador declaró que ayudaría a su chofer a encontrar la verdad, mostrándose molesto por la divulgación de información falsa que podía afectar su reputación. En tanto, luego de caer 3 a 1 en la ida de los cuartos de final del clausura 2019, Domínguez se encaró con los aficionados de Cruz Azul, quienes cuestionaban la displicencia del equipo celeste en los enfrentamientos ante el América, a lo que Julio respondió que «nadie se achica» y que mantuvieran el apoyo a la institución, desconociendo la cantidad de partidos que llevaban sin ganarle al equipo de Coapa.
El 6 de diciembre de 2020, durante el partido de vuelta de la semifinal del torneo Guardianes 2020 ante Universidad Nacional, Domínguez recepcionó un balón en el área chica, que terminó siendo rematado por Ignacio Dinenno y, minutos más tarde, dejaba habilitado a un jugador universitario, que brindó la asistencia para el doblete del delantero argentino. Sobre el final del encuentro, perdería la marca de Juan Pablo Vigón, quien marcaría el empate 4 a 4 global, desencadenando nuevamente una serie de ataques en su contra.
Tras otra serie de ataques, en marzo de 2022 su esposa Priscilla Castillejos tuvo una serie de discusiones en redes sociales con aficionados de Cruz Azul, que nuevamente pedían la salida del jugador del equipo, a lo que ella respondió a uno de ellos que «le convenía buscar otro equipo», dejando en claro que tenían «un nuevo contrato permanente». Más tarde, el 20 de agosto, con la salida del defensor paraguayo Pablo Aguilar, el equipo sufriría la derrota 7 a 0 ante el América, la mayor derrota en toda la historia del equipo, con estadísticas que dejaban mal parado a Julio César Domínguez. Unos días después del descalabro, un grupo de seguidores del Cruz Azul se hicieron presentes en las instalaciones de La Noria para reclamarle a los futbolistas. En una de las mantas llevadas por los hinchas se leía «Cata y Baca, $e jubilan o los jubilamo$». Debido a la cantidad de aficionados, el defensor decidió abandonar La Noria por un acceso alterno para evitar que la situación empeorara.
El 6 de enero de 2023 se volvió viral en redes la publicación de unas fotografías de una fiesta organizada por el jugador para su hijo con temática de narcotráfico, haciendo alusión a Joaquín Guzmán Loera. Luego de cuatro días sin un comunicado oficial, el equipo de Cruz Azul en conjunto con la Liga MX declararon que reprobaban los hechos, que el jugador sería sometido al reglamento interno de la institución celeste y que se le brindaría apoyo, capacitación y sensibilización en relación con el delicado tema. En un comunicado a la opinión pública, Domínguez ofreció una disculpa a la afición, compañeros de equipo y medio futbolístico en general, declarando que inicialmente se trataba de «un videojuego muy popular entre los jóvenes» y deslindando del acto al equipo y a la liga. Por su parte, en redes los aficionados del equipo se manifestaron haciendo uso nuevamente del hashtag «FueraCata» y con la leyenda «El enemigo está en C4S4», en referencia al número del chiapaneco. Más tarde, se dio a conocer que una de las sanciones internas para Domínguez sería la suspensión de 4 partidos en el inicio del torneo clausura 2023, así como una multa. Sin embargo, el jugador únicamente cumpliría 2 partidos de castigo a petición del entonces técnico del equipo Raúl Gutiérrez, que semanas más tarde sería prescindido del cargo.

## Palmarés

### Campeonatos nacionales
| Título               | Equipo    | País   | Año     |
| -------------------- | --------- | ------ | ------- |
| Copa MX              | Cruz Azul | México | 2013    |
| Copa MX              | Cruz Azul | México | 2018    |
| Supercopa MX         | Cruz Azul | México | 2018-19 |
| Liga MX              | Cruz Azul | México | 2021    |
| Campeón de Campeones | Cruz Azul | México | 2020-21 |
| Supercopa de la Liga | Cruz Azul | México | 2022    |

### Campeonatos internacionales
| Título            | Equipo    | Sede   | Año     |
| ----------------- | --------- | ------ | ------- |
| Liga de Campeones | Cruz Azul | Toluca | 2013-14 |